# Sideville
Sideville település Franciaországban, Manche megyében. Lakosainak száma 840 fő (2022. január 1.). Sideville Nouainville, Cherbourg-en-Cotentin, Couville, Hardinvast, Martinvast, Teurthéville-Hague, Virandeville és La Hague községekkel határos.

## Népesség
A település népessége az elmúlt években az alábbi módon változott:
| Lakosok száma | 276  | 343  | 477  | 534  | 617  | 662  | 744  | 769  | 807  | 840  |
|               | 1968 | 1982 | 1990 | 2006 | 2013 | 2015 | 2017 | 2019 | 2020 | 2022 |